# Giro dei Paesi Baschi 1983
Il Giro dei Paesi Baschi 1983, ventitreesima edizione della corsa, si svolse dal 4 all'8 aprile 1983 su un percorso di 866 km ripartiti in cinque tappe (l'ultima suddivisa in 2 semitappe). Fu vinto da Julián Gorospe, davanti a Roberto Visentini e Marino Lejarreta.

## Tappe
| Tappa  | Data     | Percorso                                     | km  | Vincitore di tappa   | Leader cl. generale |
| ------ | -------- | -------------------------------------------- | --- | -------------------- | ------------------- |
| 1ª     | 4 aprile | Legorreta > Legorreta                        | 188 | Guido Bontempi       | Guido Bontempi      |
| 2ª     | 5 aprile | Legorreta > Vera de Bidasoa                  | 168 | Juan Fernández       | Juan Fernández      |
| 3ª     | 6 aprile | Vera de Bidasoa > Mungia                     | 189 | Vicente Belda        | Pedro Delgado       |
| 4ª     | 7 aprile | Mungia > Vitoria-Gasteiz                     | 163 | José Antonio Cabrero | Pedro Delgado       |
| 5ª-1ª  | 8 aprile | Vitoria-Gasteiz > Azpeitia                   | 136 | Guido Bontempi       | Pedro Delgado       |
| 5ª-2ª  | 8 aprile | Azpeitia > Alto de Regil (Cron. individuale) | 15  | Julián Gorospe       | Julián Gorospe      |
| Totale | Totale   | Totale                                       | 866 |                      |                     |

## Classifiche finali

### Classifica generale
| Pos. | Corridore         | Squadra  | Tempo     |
| ---- | ----------------- | -------- | --------- |
| 1    | Julián Gorospe    | Reynolds | 23h05'31" |
| 2    | Roberto Visentini | Inoxpran | a 36"     |
| 3    | Marino Lejarreta  | Alfa Lum | a 38"     |
| 4    | Vicente Belda     | Kelme    | a 1'02"   |
| 5    | Felipe Yáñez      | Teka     | a s.t.    |